# Кучлук

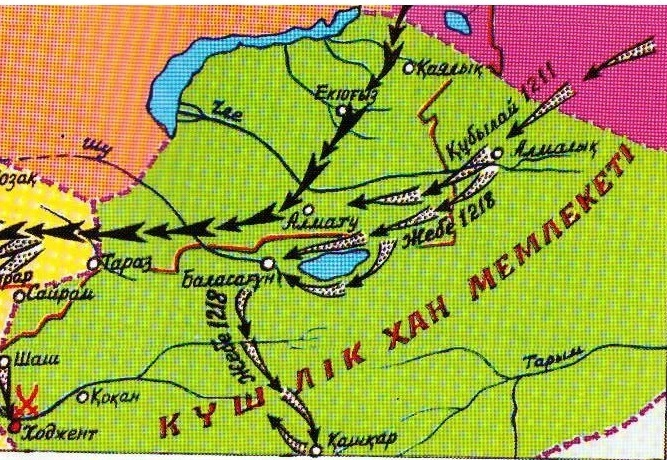
Государство Кучлук хана

Кучлу́к  (Кучулук, Кушлук, монг. Хүчлүг), ум. 1218) — сын найманского хана Таяна.

## Биография
После разгрома найманов войсками Тэмуджина и гибели Таян-хана (1204) Кучлук ушёл на запад, в иртышские степи, где объединился с ханом меркитов Тохтоа-беки, также бежавшим от монголов. В 1205 (или 1208) году Кучлук и Тохтоа были разбиты монголами в долине Иртыша. Кучлуку вновь удалось бежать, на этот раз — в Семиречье, к гурхану кара-киданей Елюй Чжулху.
Гурхан принял Кучлука и выдал за него свою дочь Тафгач-хатун. Тем не менее, когда хорезмшах Мухаммед отнял у кара-киданей Самарканд и Бухару, Кучлук не пришёл на помощь гурхану, захватил его казну и попытался взять в плен самого Елюй Чжулху. Однако в сражении близ Баласагуна Кучлук был разбит. Войско гурхана отбило казну, но не вернуло её правителю. В результате этого бунта гурхан в 1211 году был захвачен Кучлуком. Елюй Чжулху был оставлен его титул, но реальной властью в стране обладал Кучлук.
В 1213 году Елюй Чжулху умер и Кучлук был провозглашён гурханом. Став единственным правителем Семиречья, Кучлук начал войну с мусульманскими странами. Несколько раз отправлял послов к хорезмшаху Мухаммеду. В 1217 году прибыло посольство от багдадского халифа Ахмада ан-Насира с целью предложить гурхану Кучлуку союз против хорезмшаха Мухаммеда.
Кучлук, бывший сначала, видимо, несторианином, а затем начавший под влиянием жены-буддистки «поклоняться странным богам», устроил религиозные гонения на мусульман, составлявших большинство населения государства. В 1218 году гурхан осадил город Алмалык, правитель которого признавал власть монголов. В ответ Чингисхан отправил против Кучлука 20-тысячное войско Джэбэ. При вступлении в кара-киданьское государство Джэбэ провозгласил религиозную свободу, и мусульмане стали убивать воинов Кучлука, находившихся на постое в городах. Гурхан бежал, но был пойман в горах Памира, у реки Сарыколь, и обезглавлен.

## В современной культуре
- Кучлук фигурирует в китайско-монгольском 30-серийном фильме «Чингисхан» (серии 21—24).
- «Тайна Чингис Хаана» — кинофильм 2009 года, в роли Кучлука Олег Тактаров.
- «Тайны древности. Варвары.» Часть 2. Монголы (США; 2003).

Кучлук стал персонажем романа Исая Калашникова «Жестокий век» (1978).